# Sultan Sumagka
Talitay è una municipalità di quarta classe delle Filippine, situata nella Provincia di Maguindanao, nella Regione Autonoma nel Mindanao Musulmano.
Talitay è formata da 9 baranggay:
- Bintan (Bentan)
- Gadungan
- Kiladap
- Kilalan
- Kuden
- Makadayon
- Manggay
- Pageda
- Talitay